# Czyste (Poźrzadło)
Czyste (niem. Topper Grunewald) – osada wsi Poźrzadło w Polsce, położona w województwie lubuskim, w powiecie świebodzińskim, w gminie Łagów.
W latach 1975–1998 osada administracyjnie należała do województwa zielonogórskiego.